# Команда-ліфт

Приклад команди-ліфту — німецький «Нюрнберг», що з 1963 року, часу створення Бундесліги, вісім разів вилітав з неї і стільки ж повертався

.
Команда-ліфт (нім. Fahrstuhlmannschaft, ісп. equipo ascensor, англ. yo-yo club) — на спортивному сленгу жартівлива назва команди, яка досить довго чергує виступи в різних дивізіонах (найчастіше у двох дивізіонах різних рівнів).

## Деякі футбольні команди по країнам

### Англія
- У Англії налічується велика кількість команд, котрі мали підвищення і пониження у класі — подібний клуб носить назву «йо-йо команда» (англ. yo-yo club). Рекордсменом серед команд є «Бірмінгем Сіті», який по 12 разів переходив у більш високу лігу і 12 разів вибував у більш низьку лігу..[2]
- «Брайтон енд Гоув Альбіон» впродовж 53 років з 1958 року пережив дев'ять вильотів і десять підвищень у класі.
- «Челсі» з 1975 по 1989 рік виступав нестабільно, тричі вилітаючи з Вищого ліги Англії. У 1992 році після створення Прем'єр-Ліги «Челсі» закріпився у чемпіонаті Англії.
- «Лестер Сіті» за свою історію пережив 11 підйомів у більш високі ліги і стільки ж разів вибував звідти. Зокрема з 1994 по 2004 рік клуб тричі виходив до Прем'єр-ліги.
- «Манчестер Сіті» за 107 сезонів пережив 21 перехід з ліги у лігу.  Тільки після того як шейх Мансур придбав команду, «городяни» закріпились у Прем'єр-Лізі і у 2012 році вперше стали чемпіонами.
- «Мідлсбро» у середні 1980-х років опинився у кризі і велику кількість змінював дивізіони. На початку 2000-х років завдяки Стіву Макларену клуб закріпився  у Прем'єр-Лізі, однак після його уходу клуб став слабшати і у 2009 році «вилетів» з Прем'єр-Ліги. У сезоні 2016/17 клуб знову грав у вищому дивізіоні, але після одного сезону повернувся у Чемпіоншип.
- «Норвіч Сіті» провів з 1972 року 21 сезон у вищому дивізіоні і 15 сезонів у другому за рівнем. З 2009 по 2011 рік клуб скоїв ривок, підвищившись з першого до вищого дивізіону[3][4]
- «Шеффілд Венсдей» до Другої Світової війни був одним з найсильніших клубів Англії, вигравши у 1930 році четвертий титул чемпіонів Англії і Кубок Англії у 1935 році. Однак після вильоту у 1937 році клуб довго не міг повернутись до вищого дивізіону. У 1950 році команда фактично стала своєрідним «ліфтом», тричі переживши пониження у класі за вісім  у 1951, 1955 і 1958 роках.
- «Вотфорд» з 1980-х років регулярно переміщувався між чотирма рівнями англійського футболу: на початку 1980-х клуб стрімко вийшов у вищий дивізіон, однак у сезоні 1988/89 опинився у Другому дивізіоні, а к кінцю сезону 1995/1996 і зовсім провалился у третій ешелон. Невдовзі клуб виграв Другий дивизион, повернувся у Перший, де виграв перехідний плей-оф у 2005/06 роках, однак за підсумками чемпіонату Англії 2006/07 опинився на 20-му місці і вилетів назад у Чемпіоншип. Загалом за 25 років клуб скоїв 11 переходів.
- «Вест Бромвіч Альбіон» з 2002 року регулярно виступав у якості команди-ліфта: з 2002 по 2010 рік чотири рази він виходив до Прем'єр-Ліги (2002, 2004, 2008 і 2010) і тричі вилітав у Чемпіоншип (2003, 2006, 2009). У 2011 році «дрозди» нарешті зберегли прописку у АПЛ і продовжили виступи другий сезон поспіль.
- «Вулвергемптон Вондерерз» отримав славу команди-ліфта у 1980-ті роки, умудрившись виграти Кубок Ліги 1980 роки і при цьому вилетіти у Другій дивизион. За вісім сезонів клуб сім раз міняв прописку, потрапивши у Прем'єр-Лігу тільки у сезоні 2003/04.

### Німеччина
Головними «ліфтами» німецького футболу є «Армінія» з Білефельда і «Нюрнберг», які 15 разів переходили з Першої Бундесліги в Другу. Одинадцять таких переходів на рахунку «Бохума», «Карлсруе», «Нюрнберга» і «Дуйсбурга», однак з урахуванням виступів у чемпіонатах НДР на перше місце в абсолютному заліку виходять ростокська «Ганза» і берлінський «Уніон».

### Іспанія
«Малага» має «досягнення» в 25 змін дивізіонів, чого не домігся навіть англійський «Бірмінгем Сіті». У 1993 році «Малага» стала правонаступником клубу «Депортіво Малага», хоча спочатку називалась як його фарм-клуб. З 25 злетів і вильотів 22 відносяться до історії клубу з 1942 року. У 2000-х роках клуб перестало трясти завдяки придбанню команди шейхом Абдуллою Аль-Тані, що в перспективі призвело до виходу команди в 1/4 фіналу Ліги чемпіонів 2012/13. Ще чотири команди мають приблизно таку ж кількість переходів по дивизионам: «Мурсія» (22 циклу), «Реал Бетіс» (21 цикл), «Сельта» (20 циклів) і «Депортіво Ла-Корунья» (19 циклів). Зараз тільки «Мурсія»  стабільно грає командою: інші три досить часто змінюють один одного в Прімері.

### Україна
Найвідомішим прикладом команди-ліфту в Україні стала ужгородська «Говерла» (до 2011 року — «Закарпаття»), яка в період з 1998 по 2012 рік п'ять разів понижувалась у класі і шість разів підвищувалась. Лише після цього команда зуміла закріпитись у Прем'єр-лізі, втім 2016 року через фінансові проблеми була розформована. 

### Нідерланди
У Нідерландах команда-ліфт називається «клуб туди-й-назад» (нід. Heen-en-weer club). Найвідомішою командою такого типу є «Волендам», який дев'ять разів виходив в Ередивізі і всі дев'ять разів надовго не затримувався.

### Норвегія
Абсолютним світовим рекордсменом за кількістю змін дивізіонів поспіль став «Бранн», що вилетів з Тіппеліги в 1979 році. У парні роки він повертався кожен раз, у непарні вибував. Це відбувалося аж до 1987 року, коли «Бранн» повернувся і більше вже не залишав вищу лігу чемпіонату Норвегії.

### Польща
Плоцька «Вісла» в Польщі отримала жартівливе назва «Ванька-встанька» (пол. Wańka-wstańka): у 1994 році клуб з'явився в Першій лізі, проте вилетів у тому ж сезоні. Історія повторилася в 1997 році, а в 2000 клуб зумів дотерпіти до другого сезону поспіль. 2002 року клуб вилетів з вищого дивізіону, після чого ще тричі вилітав у третій рівень польського футболу, втім завжди повертався, а 2016 року знову вийшов у Екстраклясу.

### Росія
- Найвідоміший представник «команд-ліфтів» в Росії — це московський «Локомотив», який у 1980-ті років чотирнадцять разів поспіль переходив з однієї Ліги в іншу. У 1991 році після скасування чемпіонату СРСР «залізничники» залишилися в еліті, а прихід Юрія Сьоміна поклав край нескінченним вильотам та підвищенням у класі «Локомотива».
- «Кубань» з Краснодара була «командою-ліфтом» в 1990-і і 2000-і роки[7]. Команда з 1992 по 1994 роки переживала падіння з Вищої ліги спочатку Перший, а потім у Другий дивізіон. З 2004 по 2010 роки команда безуспішно намагалася закріпитися у Прем'єр-лізі, вилетівши звідти в 2004, 2007 та 2009 роках. Тільки за підсумками перехідного чемпіонату 2011/12 «Кубань» за підсумками виступу нарешті зберегла прописку в Прем'єр-лізі[8].
- Трохи менш відомий ярославський «Шинник», який чотири рази вибував в Перший дивізіон і тричі виходив у Прем'єр-лігу. Остання спроба повернутися в чемпіонат РФПЛ була зроблена в сезоні 2011/12, однак ярославці зазнали поразки в перехідних матчах плей-оф.

### Франція
У Франції самим відомим клубом подібного типу є «Страсбур», який у 1979 році ставав чемпіоном країни, а незабаром і зовсім скотився до п'ятого рівня футбольної системи Франції. Двадцять разів він змінював дивізіони. У 1997 році муніципальна влада продала контрольний пакет акцій багатостраждального клубу столичному концерну International Management Group, але через 5 років той відмовився від ідеї вкладати гроші в клуб і передав управління команди місцевим інвесторам. Врешті-решт влітку 2011 року «Страсбур» збанкрутував і вирушив до аматорської ліги. Трохи менш відомий «Ренн» (16 «переїздів»), який з 1994 року стабільно грає в Лізі 1, і «Валансьєн», який 15 разів змінював дивізіони (8 просувань і 7 вильотів). 

## Хокей
Типовими прикладами команди-ліфта в хокеї є збірні Австрії, Казахстану та Словенії.
- Австрія з 2005 року постійно переміщається з еліти в перший дивізіон і назад: вона вилетіла з вищого дивізіону чемпіонатів світу в 2005, 2007, 2009, 2011, 2013 і 2015 роках, причому в 2009 році вона вилетіла тільки тому, що нижче неї виявилася господиня наступного чемпіонату світу — Німеччина.
- Казахстан вилетів з вищого дивізіону в 2006 році і три роки поспіль грав у першому дивізіоні, але після повернення в 2010 році на чемпіонат світу став стабільно вилітати в 1-й дивізіон і повертатися звідти, стабільно ж провалюючись на чемпіонаті світу (16-е місце) і виграючи у перший дивізіон.
- Словенія ж вилітає з вищого дивізіону чемпіонатів світу з 2006 року, причому з 2008 по 2009 роки вона грала в першому дивізіоні. Однак, будучи командою 1-го дивізіону, Словенія виступала на хокейному турнірі Олімпійських ігор 2014 року.